# Bowling Green (Kentucky)
Bowling Green – miasto w Stanach Zjednoczonych, w stanie Kentucky, siedziba administracyjna hrabstwa Warren.
W mieście rozwinął się przemysł spożywczy, tekstylny oraz maszynowy.